# マトゥラー
座標: 北緯27度29分34秒 東経77度41分00秒 / 北緯27.492664度 東経77.683468度

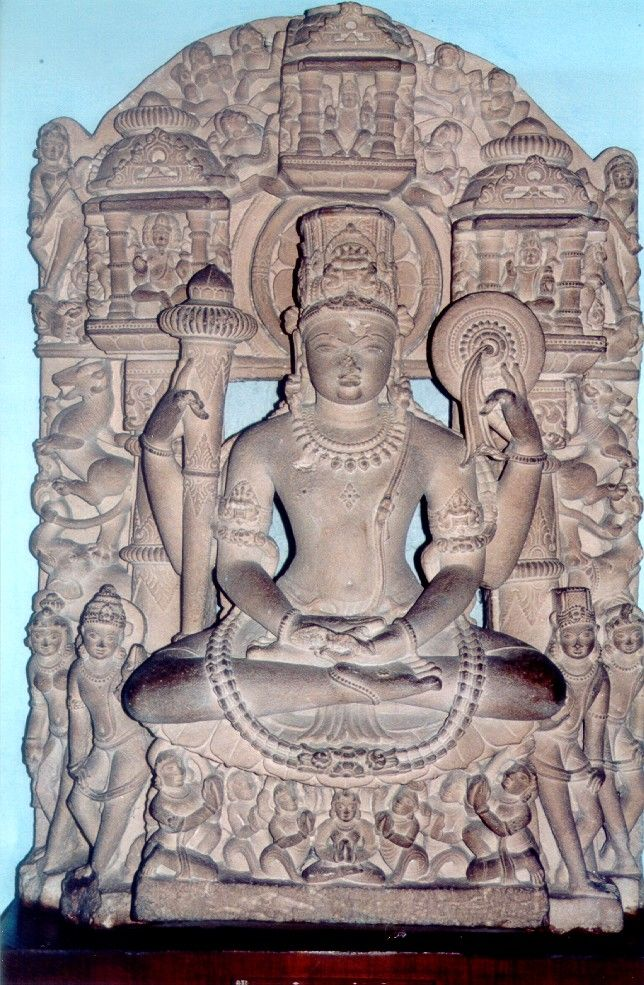
マトゥラーのヴィシュヌ神像

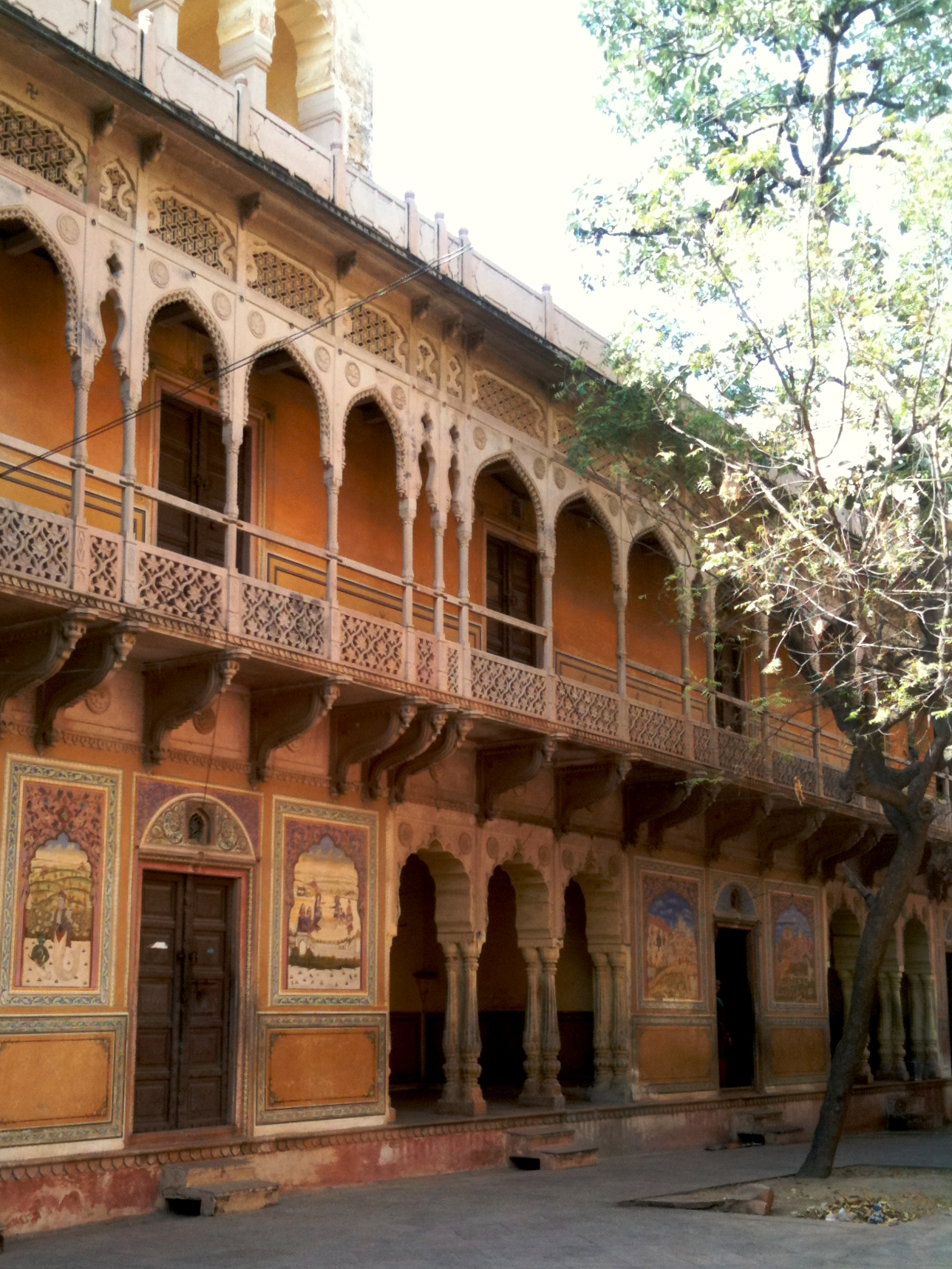
クリシュナ寺院前の古い街並み

マトゥラー（英語：Mathura、ヒンディー語：मथुरा Mathurā、ウルドゥー語：متھرا）は、インド北部のウッタル・プラデーシュ州にある都市。インドの首都ニューデリーから145kmほど南に、タージ・マハルが在ることで知られるアーグラから50kmほど北に位置し、ヤムナー川に面している。人口298,827人（2001年）。
ヒンドゥー教の7大聖地の1つで、町の中を流れるヤムナー川にはガートと呼ばれる沐浴場があり、巡礼者が身を浸す。

## 神話の地
インド神話で、ヴィシュヌの化身（アヴァターラ）とされるクリシュナの生地とされている。誕生したとされる場所にはクリシュナ・ジャナムブーミという寺院が建立されている。
『バーガヴァタ・プラーナ』によると、ヤムナー川はクリシュナが退治した毒蛇の王『カーリヤ』の住処であったとされ、カーリヤが川を去ることで清浄な水を取り戻したという。ヤムナー川は下流の都市イラーハーバード（アラハバード）でガンジス川へと合流する。

## 歴史
古代において重要なキャラバンルートの分岐点に位置し、交通・経済の要所だった。
紀元前6世紀の十六大国時代にはシューラセーナ国の首都となった。その後統一を果たしたマウリヤ朝、およびそれに続くシュンガ朝の支配を受ける。
クシャーナ朝の下ではカニシカ王によって副都となる。
紀元1世紀にはこの地にジャイナ教徒がいたことが考古学調査からわかっている。また古来より仏教徒が多く住し寺院も建設され、クシャーナ朝時代にガンダーラとは異なる独自の仏像様式も生んだ。しかし8世紀頃よりヒンドゥー教に勢力が取って替わられた。
1017年、イスラーム系のガズニー朝によるプラティーハーラ朝への侵攻で街は蹂躙され寺院や彫像も破壊された。
16世紀、ヒンドゥー教の学者達によりこの地がクリシュナの生誕地であるとされた。

## 美術
マトゥラーは古代インド（マウリヤ朝～グプタ朝期）における美術・仏像の町といわれている。同時期に発祥し、ギリシャやペルシャ、インド等の影響を受けたガンダーラ美術とは異なり、「マトゥラー美術」と称されるそれは土着的なインド特有の美術様式を備えている。特にインド中部における仏像製作に関しては中心ともいえる都市であった。マトゥラー美術はグプタ朝時代に最盛期を迎えたが、5世紀頃に侵攻して来た遊牧民エフタルによる仏像破壊によりその幕を下ろすこととなる

## 産業
IOCL（India Oil Corporation Ltd.）の石油精製工場があり、これはアジア最大の製油所である。

## 交通

### 鉄道
市街地にはいくつか駅があるが、中心となる駅はマトゥラー・ジャンクション駅（Mathura Junction, 国鉄略称MTJ）である。この駅は首都デリーとアラビア海沿岸の大都市ムンバイを結ぶ幹線に位置し、タージマハルで知られる観光都市アーグラ（Agra）へ向かう路線を分岐させる。これらの都市へは直通列車が多数運転されている。デリーまでは約130㎞で最速1時間半、ムンバイまでは約1,200㎞で同15時間程度。他に南部の大都市チェンナイまでもグランドトランク・エクスプレス（Grand Trunk Express）が毎日運転されているが、ムンバイ、チェンナイと並ぶ大都市である東部の大都市コルカタへは毎日運転の列車が存在しない。州都ラクナウ（Lucknow）までは毎日運転の夜行列車ほか曜日によっては日中の列車もある。
ジャンクション駅の北東にカントメント駅（Mathura Cantonment、国鉄略称MRT）もあり、一部の長距離急行列車が停車するがジャンクション駅に比べると本数は大幅に少ない。

### 自動車・バス
ニューデリーとコルカタを結ぶ高速道路2号線がこの町を縦貫する。
長距離バスのバスターミナルはカントメント駅の北西、ジャンクション駅の北西にそれぞれある。